# Meistriliiga 1995/96
Die Meistriliiga 1995/96 war die fünfte Spielzeit der höchsten estnischen Fußball-Spielklasse der Herren.

## Modus
Die Liga bestand aus acht Mannschaften und wurde in einem zweistufigen Format durchgeführt. In der ersten Runde trat jede Mannschaft zweimal gegeneinander an; einmal zu Hause und einmal auswärts.
Nach Ablauf dieser Phase qualifizierten sich die sechs besten Mannschaften für die Meisterrunde, die letzten zwei spielten zusammen mit den vier besten Teams der Esiliiga die zwei verbleibenden Plätze für die nächste Saison aus.

## Vereine
| Verein                   | Stadt        | Stadion             | Kapazität |
| ------------------------ | ------------ | ------------------- | --------- |
| Tallinna Sadam           | Tallinn      | Kalevi Keskstaadion | 12.0000   |
| FC Flora Tallinn         | Tallinn      | Kadrioru staadion   | 5.000     |
| FC Lantana Tallinn 1     | Tallinn      | Kadrioru staadion   | 5.000     |
| Tevalte-Marlekor Tallinn | Tallinn      | Viimsi Stadion      | 2.000     |
| JK Eesti Põlevkivi Jõhvi | Kohtla-Järve | Jõhvi linnastaadion | 2.000     |
| JK Trans Narva           | Narva        | Kreenholmi staadion | 2.000     |
| Pärnu JK 2               | Pärnu        | Strand-Stadion      | 1.500     |
| JK Pärnu Tervis          | Pärnu        | Kehtna staadion     | 1.500     |

## 1. Runde

### Tabelle
| Pl. | Verein                         | Sp. | S  | U | N  | Tore    | Diff. | Punkte |
| --- | ------------------------------ | --- | -- | - | -- | ------- | ----- | ------ |
| 1.  | FC Lantana Tallinn             | 14  | 10 | 3 | 1  | 037:800 | +29   | 33     |
| 2.  | JK Trans Narva                 | 14  | 6  | 4 | 4  | 022:160 | +6    | 22     |
| 3.  | FC Flora Tallinn (M, P)        | 14  | 6  | 4 | 4  | 037:190 | +18   | 22     |
| 4.  | Tallinna Sadam                 | 14  | 6  | 3 | 5  | 023:160 | +7    | 21     |
| 5.  | Tevalte-Marlekor Tallinn (N) 1 | 14  | 6  | 2 | 6  | 020:190 | +1    | 20     |
| 6.  | JK Pärnu Tervis (N)            | 14  | 5  | 2 | 7  | 025:290 | −4    | 17     |
| 7.  | JK Eesti Põlevkivi Jõhvi       | 14  | 3  | 8 | 3  | 013:170 | −4    | 17     |
| 8.  | Pärnu JK                       | 14  | 0  | 2 | 12 | 008:610 | −53   | 02     |

Platzierungskriterien: 1. Punkte – 2. Direkter Vergleich (Punkte, Tordifferenz, geschossene Tore) – 3. Tordifferenz – 4. geschossene Tore

| (M) | amtierender Meister     |
| (P) | amtierender Pokalsieger |
| (N) | Neuaufsteiger           |

### Kreuztabelle
| 1. Runde                 | FC Lantana Tallinn | JK Trans Narva | FC Flora Tallinn | Tallinna Sadam | Tevalte-Marlekor Tallinn | JK Pärnu Tervis | JK Eesti Põlevkivi Jõhvi | Pärnu JK |
| ------------------------ | ------------------ | -------------- | ---------------- | -------------- | ------------------------ | --------------- | ------------------------ | -------- |
| FC Lantana Tallinn       |                    | 1:0            | 1:1              | 2:1            | -:+ 1                    | 2:0             | 4:1                      | 10:0     |
| JK Trans Narva           | 1:1                |                | 1:1              | 2:1            | 1:0                      | 0:3             | 4:0                      | 4:0      |
| FC Flora Tallinn         | 1:5                | 0:1            |                  | 3:0            | 2:1                      | 7:0             | 2:2                      | 5:0      |
| Tallinna Sadam           | 0:2                | 1:0            | 2:2              |                | 1:0                      | 0:1             | 0:0                      | 7:1      |
| Tevalte-Marlekor Tallinn | 0:3                | 4:2            | 2:1              | 1:1            |                          | 2:1             | 0:0                      | 5:1      |
| JK Pärnu Tervis          | 2:4                | 2:2            | 2:6              | 1:2            | 3:1                      |                 | 0:2                      | 5:0      |
| JK Eesti Põlevkivi Jõhvi | 1:1                | 0:0            | 2:1              | 1:3            | 2:0                      | 0:0             |                          | 1:1      |
| Pärnu JK                 | 0:1                | 2:4            | 0:5              | 0:4            | 1:4                      | 1:5             | 1:1                      |          |

## Meisterrunde
Die Hälfte der Punkte (aufgerundet) aus der 1. Runde wurden mit eingerechnet.

### Abschlusstabelle
| Pl. | Verein                       | Sp. | S | U | N | Tore    | Diff. | Punkte | Bonus | Gesamt |
| --- | ---------------------------- | --- | - | - | - | ------- | ----- | ------ | ----- | ------ |
| 1.  | FC Lantana Tallinn (M, P)    | 10  | 6 | 2 | 2 | 021:700 | +14   | 20     | 17    | 37     |
| 2.  | FC Flora Tallinn             | 10  | 6 | 2 | 2 | 014:300 | +11   | 20     | 11    | 31     |
| 3.  | Tevalte-Marlekor Tallinn (N) | 10  | 7 | 0 | 3 | 013:100 | +3    | 21     | 10    | 31     |
| 4.  | Tallinna Sadam               | 10  | 4 | 1 | 5 | 017:190 | −2    | 13     | 11    | 24     |
| 5.  | JK Trans Narva               | 10  | 2 | 2 | 6 | 011:160 | −5    | 08     | 11    | 19     |
| 6.  | JK Pärnu Tervis (N)          | 10  | 1 | 1 | 8 | 007:280 | −21   | 04     | 9     | 13     |

Platzierungskriterien: 1. Punkte – 2. Direkter Vergleich (Punkte, Tordifferenz, geschossene Tore) – 3. Tordifferenz – 4. geschossene Tore

| (M) | amtierender Meister     |
| (P) | amtierender Pokalsieger |
| (N) | Neuaufsteiger           |

### Kreuztabelle
| Meisterrunde             | FC Lantana Tallinn | FC Flora Tallinn | Tevalte-Marlekor Tallinn | Tallinna Sadam | JK Trans Narva | JK Pärnu Tervis |
| ------------------------ | ------------------ | ---------------- | ------------------------ | -------------- | -------------- | --------------- |
| FC Lantana Tallinn       |                    | 0:1              | 2:0                      | 3:4            | 4:2            | 3:0             |
| FC Flora Tallinn         | 0:0                |                  | 0:1                      | 1:0            | 0:1            | 2:0             |
| Tevalte-Marlekor Tallinn | 0:3                | 0:4              |                          | 2:0            | 2:0            | 2:0             |
| Tallinna Sadam           | 0:3                | 0:0              | 1:3                      |                | 3:2            | 2:5             |
| JK Trans Narva           | 0:0                | 0:1              | 0:3                      | 0:2            |                | 1:1             |
| JK Pärnu Tervis          | 0:3                | 1:5              | +:- 1                    | 0:5            | 0:5            |                 |

## Relegationsrunde
Die beiden Tabellenletzten der 1. Runde spielten mit den besten vier Teams der Esiliiga zwei Plätze für die Meistriliiga 1996/97 aus.
| Pl. | Verein                   | Sp. | S | U | N | Tore    | Diff. | Punkte |
| --- | ------------------------ | --- | - | - | - | ------- | ----- | ------ |
| 1.  | JK Eesti Põlevkivi Jõhvi | 10  | 7 | 0 | 3 | 023:700 | +16   | 21     |
| 2.  | JK Vall **               | 10  | 7 | 0 | 3 | 018:900 | +9    | 21     |
| 3.  | FC Norma Tallinn **      | 10  | 5 | 2 | 3 | 013:110 | +2    | 17     |
| 4.  | Pärnu JK                 | 10  | 4 | 2 | 4 | 012:200 | −8    | 14     |
| 5.  | Dünamo Tallinn **        | 10  | 2 | 2 | 6 | 008:140 | −6    | 08     |
| 6.  | Tallinna JK **           | 10  | 1 | 2 | 7 | 009:220 | −13   | 05     |

| (**) | Teilnehmer aus der Esiliiga |

## Torschützenliste
| Platz | Spieler              | Mannschaft               | Tore |
| ----- | -------------------- | ------------------------ | ---- |
| 01.   | Lembit Rajala        | FC Flora Tallinn         | 16   |
| 02.   | Maksim Gruznov       | FC Lantana Tallinn       | 12   |
| 03.   | Andrei Borissov      | FC Lantana Tallinn       | 08   |
| 03.   | Boriss Nejolov       | JK Trans Narva           | 08   |
| 03.   | Ivan O’Konnel-Bronin | FC Flora Tallinn         | 08   |
| 03.   | Aleksandr Olerski    | Tevalte-Marlekor Tallinn | 08   |
| 03.   | Dmitri Ustritski     | Tallinna Sadam           | 08   |